# Варгас, Хосе Мария
Хосе Мария Варгас Понсе (исп. José María Vargas Ponce; 10 марта 1786, Ла-Гуайра — 13 июля 1854, Нью-Йорк) — президент Венесуэлы.

## Биография
Родился в 1786 году в Ла-Гуайре. Изучал философию в Королевском и папском университете Каракаса. В 1813 году был заключён в тюрьму роялистами.
Уехал изучать медицину в Европу, в 1817 году вернулся в Пуэрто-Рико. В 1825 году возвратился в Венесуэлу, два года спустя основал Медицинское общество Каракаса. В 1834 году был избран президентом на 1835—1839 годы, но во время гражданской войны Педро Карухо отправил его 9 июля 1835 года в изгнание на Сент-Томас. 20 августа вернулся к своим обязанностям, и оставил пост в 1836 году.
Остаток жизни провёл, преподавая медицину и химию в колледже, а в 1853 году переехал в США, где и скончался. Похоронен в Национальном пантеоне Венесуэлы.